# أوكالبتوس جامد
كينا جامدة (الاسم العلمي:Eucalyptus dura) هي نوع من النباتات تتبع جنس الكينا من فصيلة الآسية.

## معرض صور

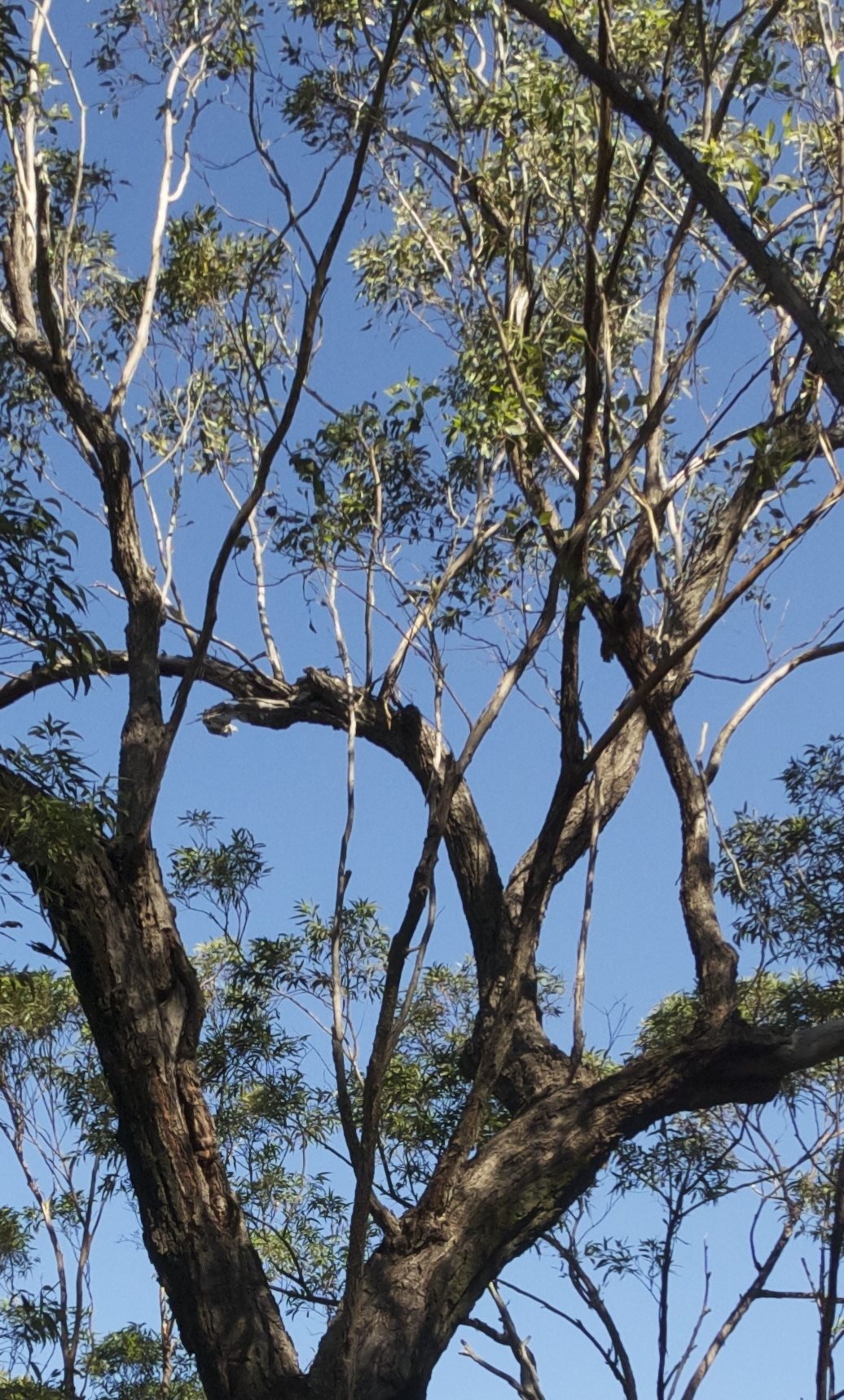
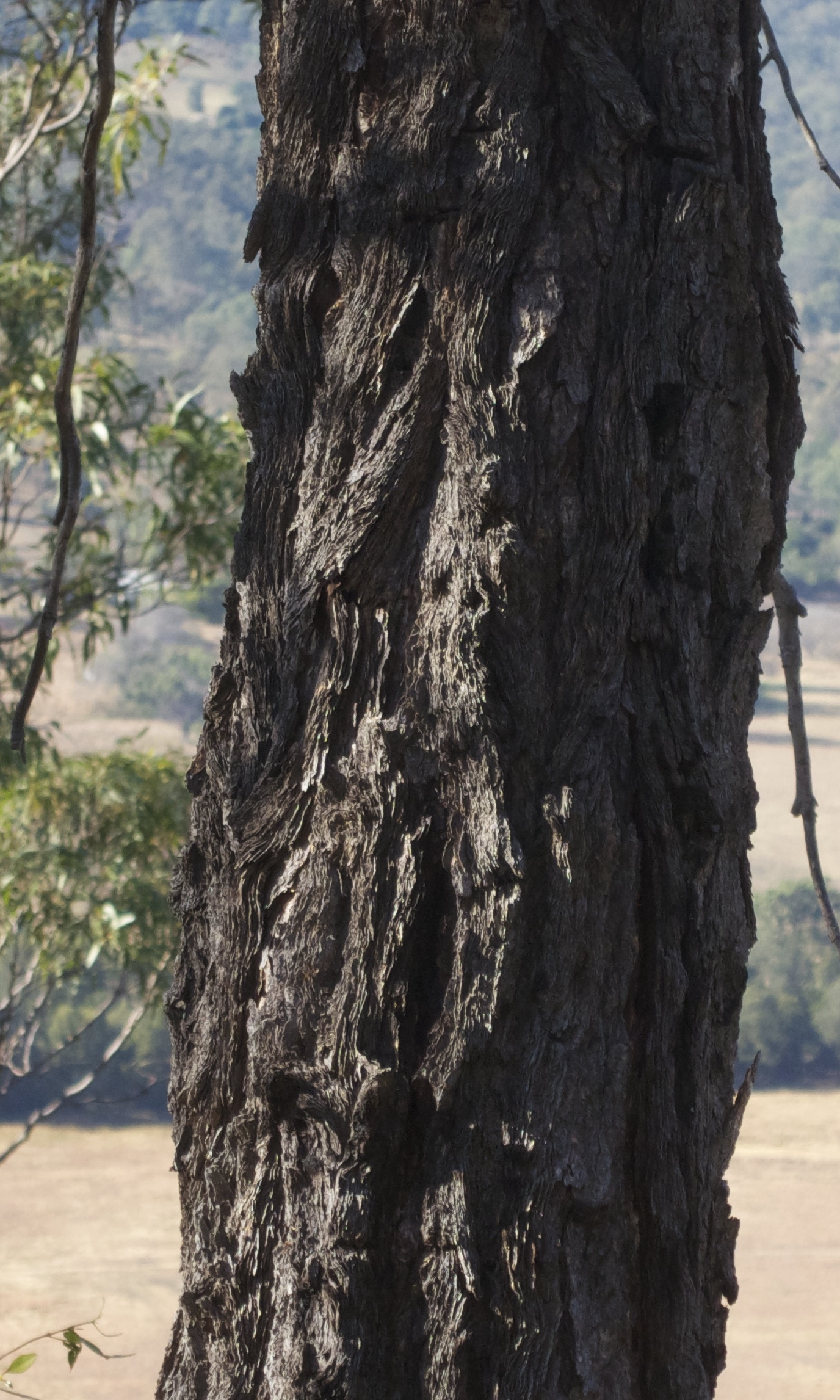
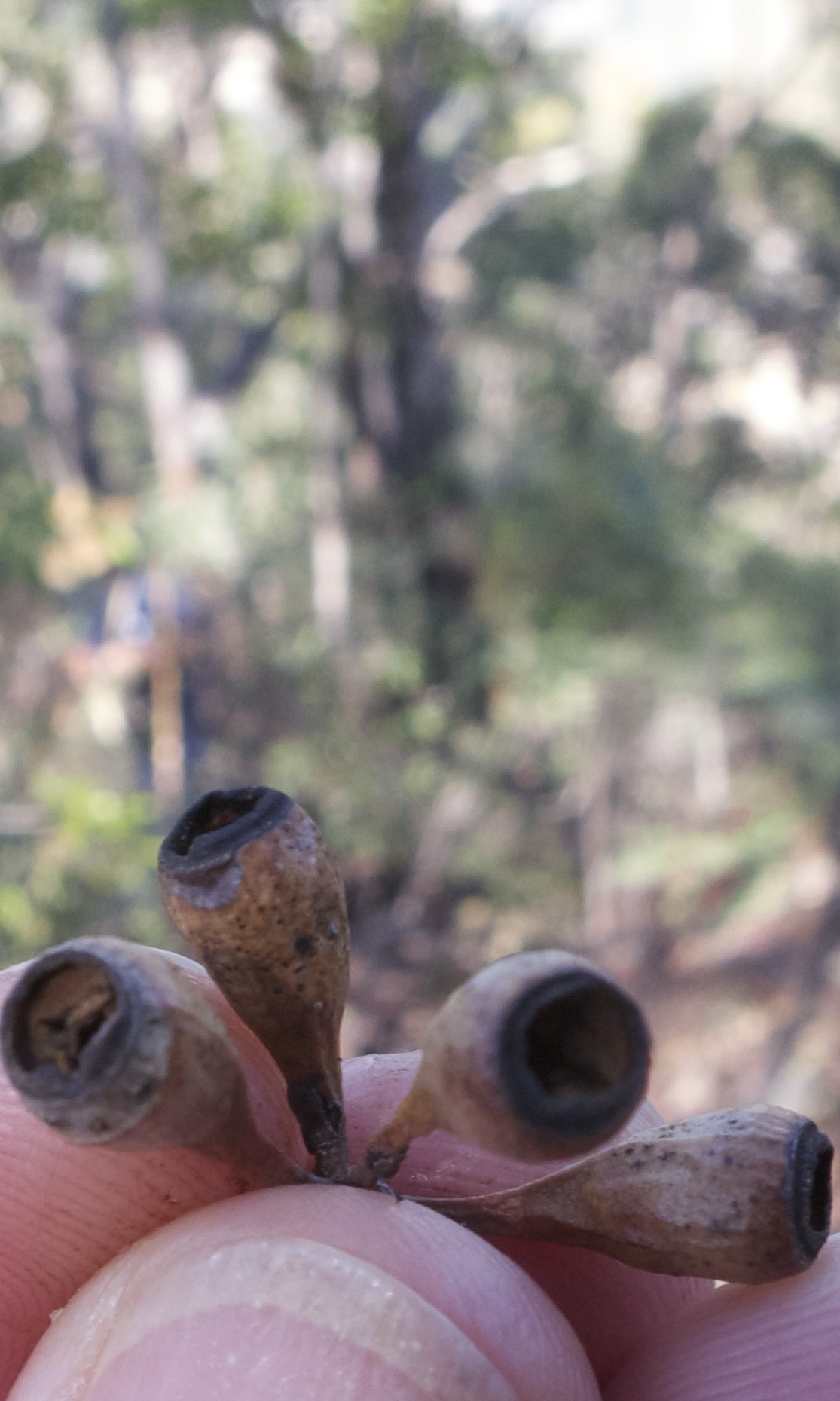